# Jack și cei trei arcași orbi
Jack și cei trei arcași orbi este al șaptelea episod al serialului de desene animate Samurai Jack.

## Subiect
O armată formată din roboți și utilaje de asediu străbate o pădure și ajunge la marginea unei poieni, în mijlocul căreia se ridică un turn de piatră. Șarja armatei este contracarată de o ploaie de săgeți care țâșnesc fără încetare din turnul respectiv. Întreaga armată este distrusă.
Comandantul acelei armate, un războinic pocit ajuns slugă pe o corabie, povestește cum i-a fost distrusă armata în încercarea de a cuceri turnul. Voia să ajungă la fântâna mistică din vârf, a regelui Ozrich, care are puterea de a îndeplini o dorință. Fântâna este păzită de trei arcași. Jack, care călătorea și el pe corabie, aude povestea și, cum corabia tocmai trecea pe lângă insula pe care se afla turnul, debarcă pe insulă cu o șalupă.
Jack străbate pădurea acoperită de zăpadă și ajunge la poiana cu turnul. Resturile armatei de roboți sunt împrăștiate peste tot. Cum face primii pași în poiană, este întâmpinat cu săgeți și oricât încearcă să le evite, este copleșit și nevoit să se ascundă după cel mai apropiat copac. Dar apoi Jack descoperă că cei trei arcași sunt orbi: nu au fost stânjeniți de strălucirea săbiei sale în soare și nu reacționau la mișcare, ci doar la zgomote. Arcașii puteau localiza un zgomot cât de mic, de la un pas în zăpadă până la fluturarea unei mâneci în bătaia vântului.
Jack se retrage în pădure și își aduce aminte de lecțiile de arte marțiale pe care le primise de la maestrul șaolin. Ca urmare, se leagă la ochi și își concentrează auzul la zgomotele care îl înconjoară. Atfel, aude:
- copitele căprioarelor scurmând zăpada în căutarea smocurilor de iarbă
- bătaia din aripi a păsărilor
- vântul
- stropii care pică dintr-un țurțure
- susurul apei râului în jurul pietrelor
- rezonanța fulgilor de nea în cădere și spargerea lor la contactul cu omătul

Când se simte pregătit, Jack se întoarce în poiană, legat în continuare la ochi. Ascultând șuierul săgeților, reușește să le evite, ajunge la baza turnului, se cațără în liniște și sare chiar în mijlocul celor trei arcași. Cei trei trag săgeți spre el, dar Jack se ferește și săgețile se ciocnesc toate trei și se întorc străpungându-i pe arcași. În acel moment, arcașii se leapădă de învelișul lor și iau o nouă înfățișare: fuseseră eliberați de blestem. Le revine și vederea și îi mulțumesc lui Jack din inimă.
Jack vrea să-și rostească dorința în fața fântânii, dar arcașii îl avertizează: demult, dorința lor a fost să devină războinici neîntrecuți, dar în schimb fântâna le-a răpit vederea și mințile și i-a înrobit să o apere. Auzind acestea, Jack proclamă distrugerea spiritului malefic al fântânii și împlântă sabia în apa înnegurată, nimicind-o.